# Live Undead
Live Undead es un álbum en directo de la banda de thrash metal estadounidense Slayer.
Fue grabado en Nueva York en 1984 y publicado por Metal Blade Records. 
En 1984, Slayer se embarcó en su gira Combat Tour junto con Venom y Exodus, donde supuestamente se grabó el disco; sin embargo, éste no fue realmente grabado en directo, si no en estudio con 50 fanes seleccionados y ciertos arreglos para darle ese ambiente de gran estadio.

## Grabación
El disco en vivo de siete pistas fue grabado frente a una sala llena de gente en la ciudad de Nueva York en el otoño de 1984. Se rumorea que el ruido de la multitud se agregó en un estudio en lugar de grabarse en el escenario. Joel McIver, autor de The Bloody Reign of Slayer, se lo preguntó al productor e ingeniero de sonido de Live Undead , Bill Metoyer, quien había trabajado en el álbum en Los Ángeles. Metoyer respondió: "¡No sé si debería decirte [si los ruidos de la multitud fueron falsos]! ¿No es ese uno de esos grandes secretos de la industria? Digamos que cuando estás haciendo un disco en vivo, quieres un sonido en vivo, incluso si quizás los micrófonos no captaron a la audiencia correctamente".

## Portada
Live Undead marcó el comienzo de una breve asociación entre Slayer y el artista Albert Cueller. Cueller diseñaría la imagen de la portada, que representa a los cuatro miembros de la banda como zombis sonrientes y parcialmente decaídos caminando por un cementerio.

## Música
El EP comienza con "Black Magic", con una introducción ampliada junto a los gritos de la audiencia. La canción se interpreta más rápido, más pesado y de manera más segura que su grabación original en 1983. Cuando la canción termina, el vocalista principal Tom Araya dice: "Dicen que la pluma es más poderosa que la espada. Bueno, yo digo que se joda la pluma", y la banda comienza a tocar "Die by the Sword". Luego, la banda interpreta "Captor of Sin", "The Antichrist", "Evil Has No Boundaries" y "Show No Mercy". "Aggressive Perfector" está dedicado a Old Bridge Militia, un grupo de headbangers de Old Bridge, Nueva Jersey. "Aggressive Perfector" se interpreta, según el autor Joel Mclver con más "poder", quien describió toda la lista de canciones como "un set temible, aunque el resto de las canciones no tienen el poder visceral de la pista de apertura. De hecho, la versión Live Undead de "Black Magic" estableció una tendencia a lo largo de la carrera de que las canciones en vivo de Slayer fueran más poderosas que las versiones de estudio, con muy pocas excepciones".

## Lista de canciones
| N.º | Título                   | Duración |  |
| 1.  | «Black Magic»            | 4:06     |  |
| 2.  | «Die by the Sword»       | 3:52     |  |
| 3.  | «Captor of Sin»          | 3:34     |  |
| 4.  | «The Antichrist»         | 3:15     |  |
| 5.  | «Evil Has No Boundaries» | 2:59     |  |
| 6.  | «Show No Mercy»          | 3:05     |  |
| 7.  | «Aggressive Perfector»   | 2:27     |  |

| N.º | Título                | Duración |  |
| 8.  | «Chemical Warfare»    | 6:01     |  |
| 9.  | «Captor of Sin»       | 3:27     |  |
| 10. | «Haunting the Chapel» | 3:57     |  |

## Miembros
- Tom Araya - voz, bajo,
- Jeff Hanneman - guitarra
- Kerry King - guitarra
- Dave Lombardo - batería

- Bill Metoyer - Productor, ingeniero
- Albert Cueller - Arte de portada